# Red Bank (South Carolina)
Red Bank is een plaats (census-designated place) in de Amerikaanse staat South Carolina, en valt bestuurlijk gezien onder Lexington County.

## Demografie
Bij de volkstelling in 2000 werd het aantal inwoners vastgesteld op 8811.

## Geografie
Volgens het United States Census Bureau beslaat de plaats een oppervlakte van
31,4 km², waarvan 30,8 km² land en 0,6 km² water.

## Plaatsen in de nabije omgeving
De onderstaande figuur toont nabijgelegen plaatsen in een straal van 12 km rond Red Bank.